# Ashford (Alabama)
Ashford város az USA Alabama államában, Houston megyében. Lakosainak száma 2246 fő (2020. április 1.).

## Népesség
A település népességének változása:
| Lakosok száma | 2100 | 2148 | 2246 |
|               | 2009 | 2010 | 2020 |